# استانتون (میشیگان)
استانتون، میشیگان (به انگلیسی: Stanton, Michigan) یک شهر در ایالات متحده آمریکا با جمعیت ۱٬۴۱۷ نفر است که در میشیگان واقع شده‌است.

## موقعیت جغرافیایی
موقعیت جغرافیایی شهرها و مناطق اطراف به شرح زیر است: